# Луговое (Сумская область)
Лугово́е (укр. Лугове; до 2016 г. Дзержи́нское) — село, Низовский поселковый совет, Сумский район, Сумская область, Украина.
Код КОАТУУ — 5924755501. Население по переписи 2001 года составляло 195 человек.

## Географическое положение
Село Луговое находится в 2-х км от правого берега реки Псёл.
К селу примыкает село Вишнёвое, на расстоянии до 2-х км расположены сёла Шпилевка, Харьковщина, Бровково, Ополонское и Прудок.

## Экономика
- Молочно-товарная ферма.